# Эхидо (сельскохозяйственная коммуна)

Эхидо в Текискиаке

Эхидо (исп. ejido', [eˈxiðo], от лат. exitum) — в Мексике сельскохозяйственная община и принадлежащие этой общине земли. Член эхидо — эхидатарий. Эхидо были созданы на основе ст. 27 Конституции 1917 года, провозгласившей распределение земли между безземельными крестьянами. Эхидо во многом напоминают русскую общину конца XIX — начала XX в. и советские коллективные хозяйства 30—80-х годов. Исторически они связаны с ацтекскими «кальпулли», а также уходят корнями в коммунальную земельную собственность, известную испанскому праву.

## История
Традиционно в Мексике сложилась система землевладения, которая совмещала общинную собственность на землю и её индивидуальную обработку. Эхидо состоит из обрабатываемой земли, пастбищ, других необрабатываемых земель и участков для застройки. В большинстве случаев обрабатываемая земля разделена на семейные владения, которые не могут быть проданы, но могут быть переданы по наследству.
Реформы 1855 года (см. ст. Закон Лердо и Война за реформу), направленные на лишение земель религиозных и гражданских «корпораций», привели к обезземеливанию многих крестьян. Но конституция 1917 года экспроприировала и вернула земли, отнятые у эхидо, а также разделила крупные поместья на мелкие наделы. Наибольшую поддержку эхидо получали при президенте Ласаро Карденесе.
16 марта 1971 года был принят закон, ограничивавший операции по передаче эхидальной земли другим юридическим или физическим лицам. Этот же закон устанавливал, что, если эхидатарий не участвовал в коллективной обработке земли шесть месяцев с начала работ, он терял права на выделенный ему надел. В законе предусматривалось прекращение права собственности в случае оставления эхидатарием земли без присмотра в течение двух или более лет. Те же санкции накладывались, если эхидатарий уклонялся от выполнения коллективных работ.
Закон 1971 года также запрещал все формы отчуждения участков, аренду эхидальных участков или другие сделки с участием третьих лиц. Возделываемые участки не переходили в собственность обрабатывающих их лиц и считались собственностью эхидального хозяйства.
Контроль над эхидо осуществляли государственные органы, они устанавливали нормы организации и развития сельскохозяйственной, животноводческой и лесохозяйственной деятельности эхидо. Они санкционировали решения общих собраний и руководящих местных органов, аннулировали любые решения, не прошедшие ранее официальной апробации, заносили в реестр любые договоры о выделении кредитов. Скованные жесткими регламентами государственных организаций эхидо не могли обеспечить эффективное использование земли. В эхидо складывалась социальная дифференциация, разлагавшая общину изнутри.
Деление участков эхидо на более мелкие в результате наследования приводит к неэффективному использованию земли. Это, отсутствие капиталовложений и недостаток образования задерживало прогресс эхидо. Тем не менее, в некоторых областях, таких как обработка хлопка, эхидо показывали хорошие результаты.

Эхидо в муниципалитете Куаутемок (Сакатекас)
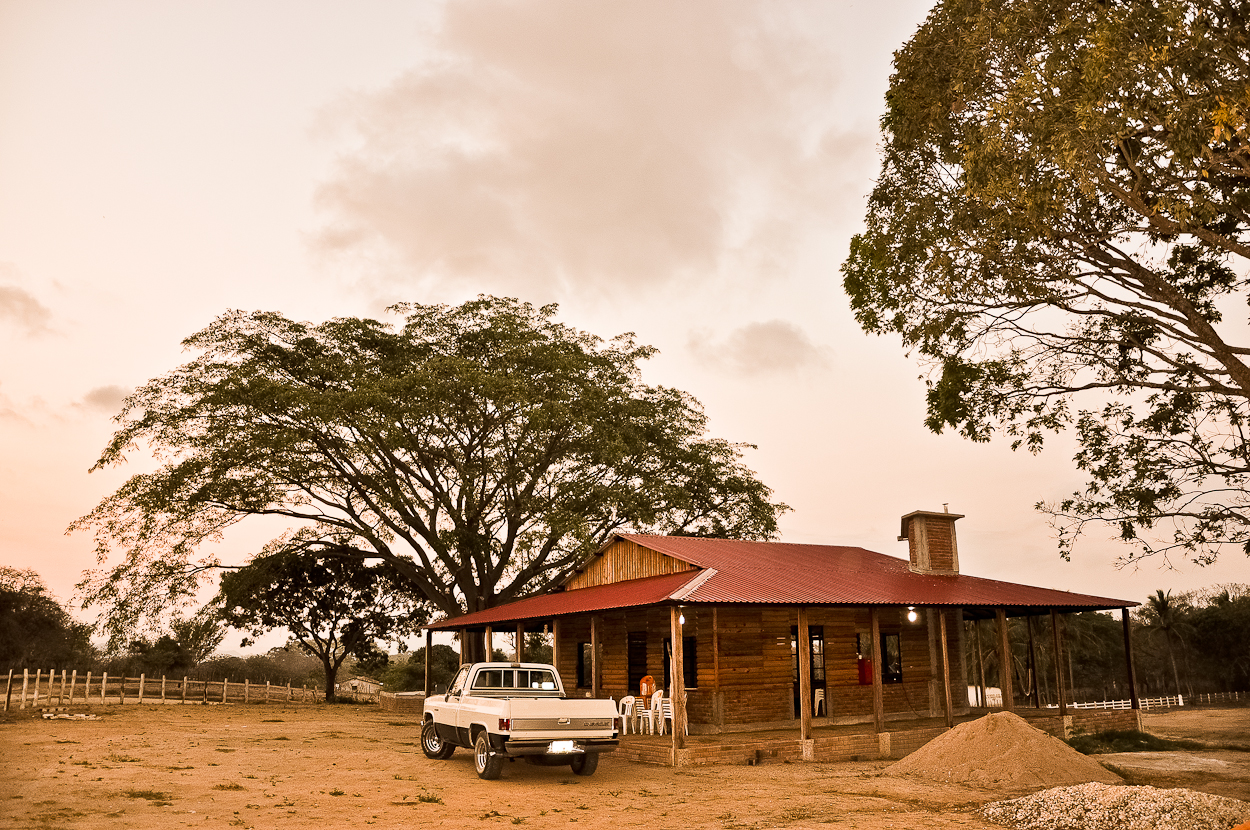
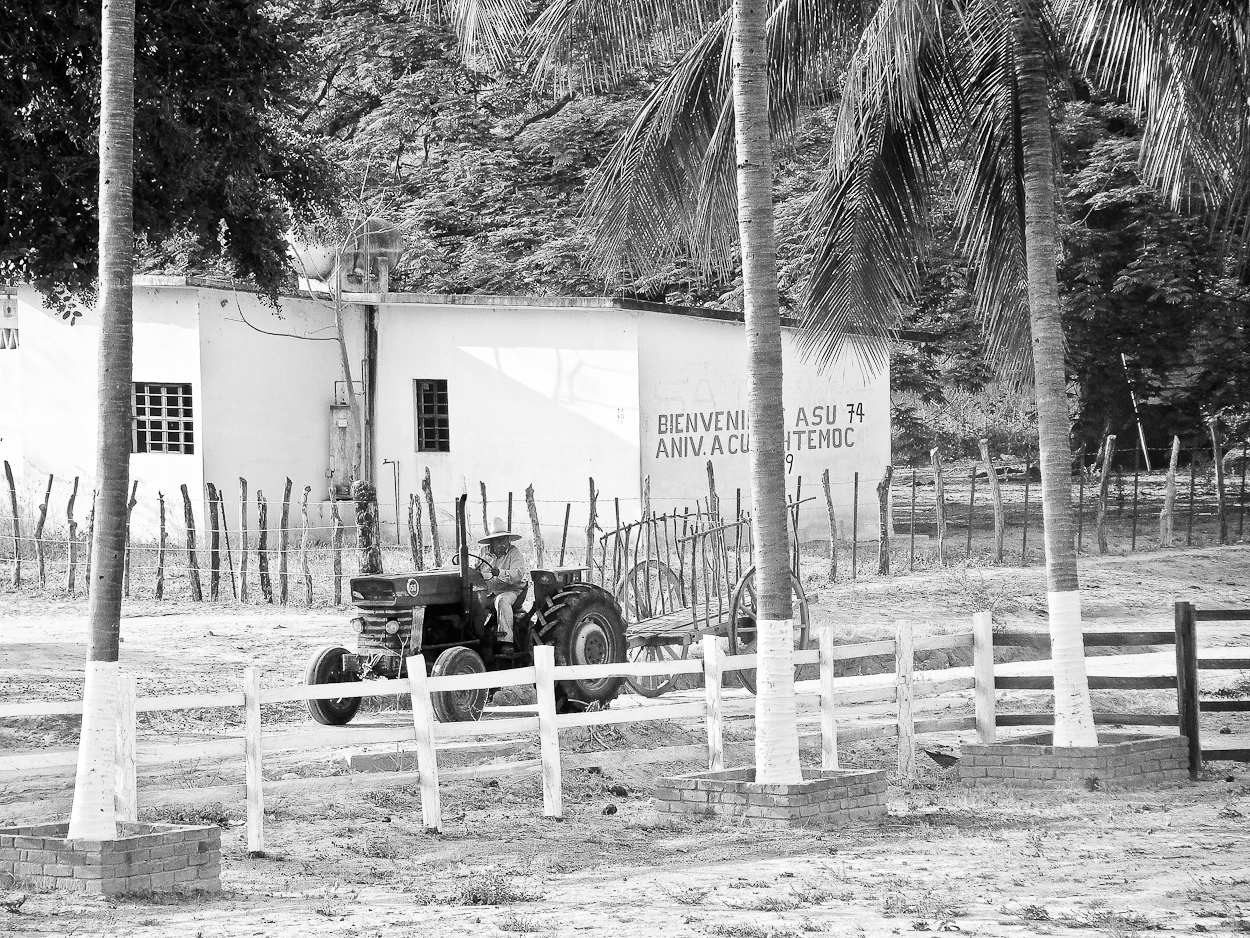
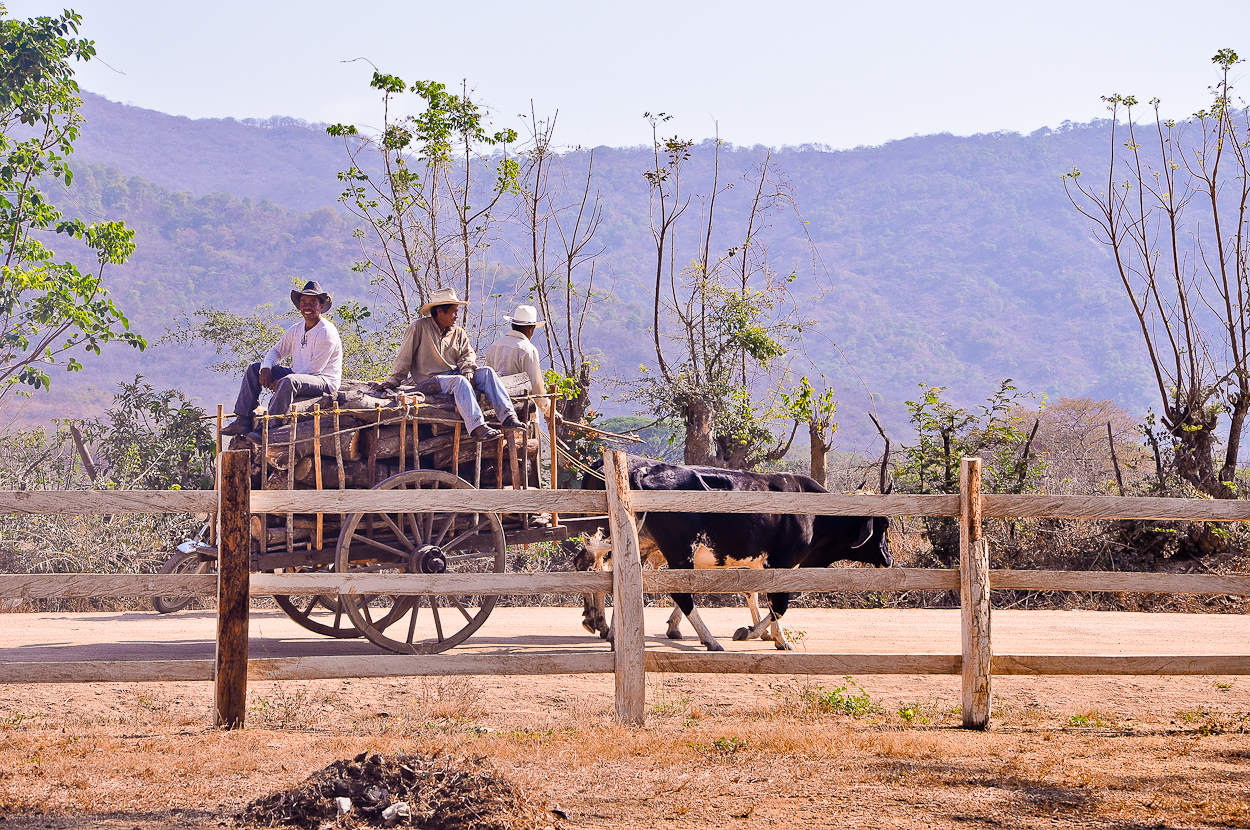
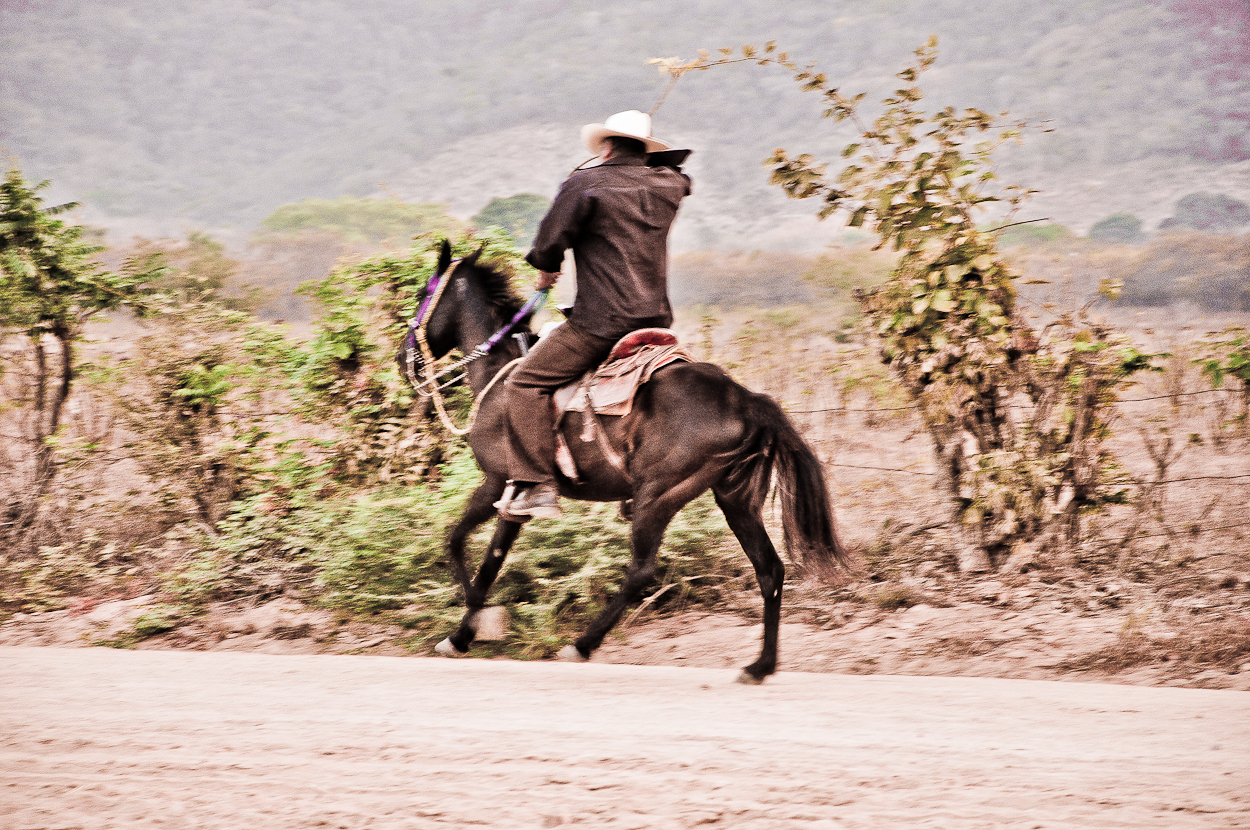

## Реформы конца XX века
В условиях стагнации аграрного сектора с целью увеличения конкуренции и индивидуализации была проведена реформа, разрешившая приватизацию общинной земли. 7 ноября 1991 года президент Карлос Салинас инициировал обсуждение по изменению конституции, которое окончилось принятием в 1992 году нового аграрного закона. В нём определялся статус эхидальных хозяйств, которые теперь объявлялись юридическими лицами, а их члены — полными собственниками своих земельных наделов..
Законодательство предусматривало три варианта преобразования эхидо. Первый вариант — это консолидация прежней эхидальной организации. Работники могут либо разделять обязанности в пределах коллектива в целом, либо разбиваться на самостоятельные производственные звенья. Второй вариант преобразования аграрных отношений — это полуприватизация с наделением более широкими земельными правами эхидатариев без изменения эхидальной собственности на парцеллы, стимулировании индивидуальной и коллективной хозяйственной инициативы, перераспределении парцелл. Третий вариант — полная приватизация эхидо. Эхидальная земля полностью передается в собственность крестьян, производится раздел на индивидуальные участки. Эхидо при этом ликвидируется на основе решения общего собрания эхидатариев.

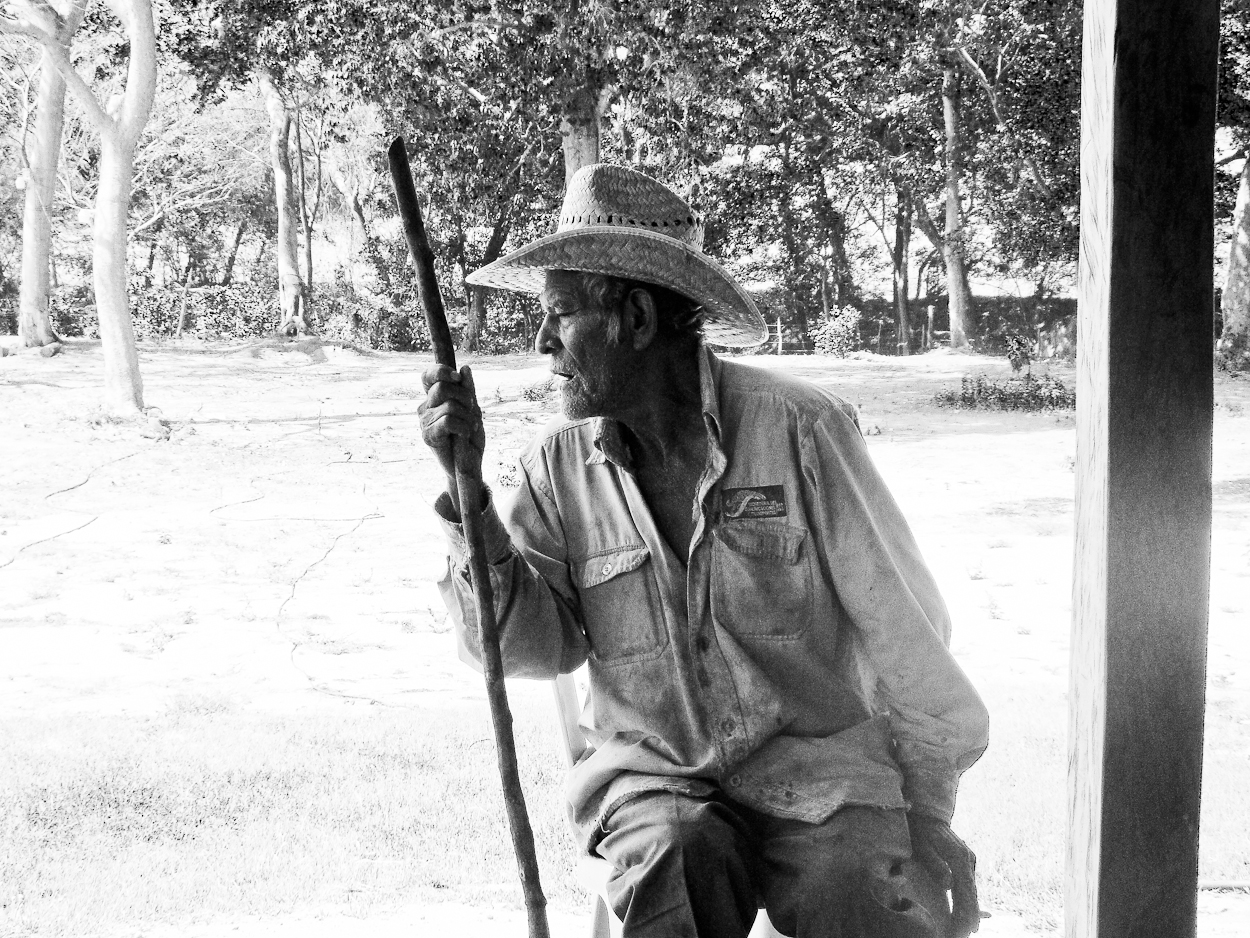
Эхидатарий

Государство также отказалось от раздела между крестьянами экспроприированной земли, ввиду исчерпания фонда земель, подлежащих экспроприации, и создания свободного земельного рынка. Таким образом, если в период с 1915 по 1988 год было распределено 80 млн га земли, то в период с 1989 по 1994 год только 520 га. Подобная политика вызвала возмущение сельского населения и привела в 1994 году к созданию Сапатистской армии национального освобождения.
Основными негативными результатами приватизации общинных земель стали обезземеливание части крестьян и переход их в маргинальные слои общества. Поэтому ряд исследователей отмечает, что, возможно, политику, направленную на вытеснение общинного землевладения, целесообразно было бы заменить на модернизацию эхидо, таким образом, чтобы члены общины занимались не только возделыванием земли, но и промыслами По переписи 2007 года в Мексике было 28 538 эхидальных хозяйств и они владели 33,6 млн га
. Сегодня на долю эхидо приходится 55 % обрабатываемых земель в Мексике.

## Создание, руководство и ликвидация эхидо
Эхидо — тип юридического лица, распространенная форма организации субъектов рыночных отношений. Закон 1992 года подробно описывает порядок создания и ликвидации эхидо. Эхидо могут создать 20 человек, при этом необходимым условием для этого является наличие у них земельных наделов, признание закона и устава эхидо. Решение о создании эхидо оформляется письменно и направляется в национальный кадастр.
Высшие органы эхидо — его общее собрание, эхидальный комиссариат и контрольный совет. Наиболее важные вопросы решаются кворумом не менее половины членов эхидо. Решения принимаются не менее 2/3 присутствующих на общем собрании. Для решения наиболее важных вопросов требуется согласие подавляющего большинства членов общины.
Решение о ликвидации публикуется в основном органе печати региона. Вся земля при этом, за исключением той, на которой находятся постройки, переходит в собственность бывших эхидатариев.